# Линейни крайцери тип „Лексингтън“
Лексингтън (на английски: Lexington) са серия недовършени линейни крайцери на ВМФ на САЩ строени след Първата световна война. Планирани за построяване 6 единици: „Лексингтън“, „Констелейшън“, „Саратога“, „Рейнджър“, „Конститюшън“, „Юнайтед Стейтс“. Строителството им е прекратено според условията на Вашингтонския морски договор от 1922 г., „Лексингтън“ (на английски: USS Lexington, ex-Constitution (CC-1, CV-2)) и „Саратога“ (USS Saratoga (CC-3, CV-3)) са достроени като самолетоносачи.

## Конструкция
Проектът става достатъчно своеобразен. Мощното въоръжение от осем 406-мм оръдия и много високата скорост на хода са съчетани с крайно слаба за capital ships бронева защита. Тактическото предназначение на корабите остава неясно. За унищожаване на леките сили те са абсурдно големи и скъпи, а да влизат в бой с адекватен противник за тях е прекалено опасно. Въпреки това, американците през периода 1920 – 1921 г., залагат наведнъж 6 такива единици.

### Силова установка
Парната турбина с директно предаване на момента към винтовете обладава редица недостатъци. Турбината, за да има голям КПД, следва да е с обороти няколко пъти по-малко, отколкото оборотите на винта. При това силовата установка се проектира за вдин оптимален режим, като правило, на пълен ход. При другите режими, в т.ч. крайцерския, КПД пада. Зъбните редуктори, по онова време, все още нямат необходимата надеждност, обладавайки при това висока шумност. Турбоелектрическата установка се състои от турбогенератори, които изработват електроенергия, с предаването ѝ, по проводници, към гребните електродвигатели. Електродвигателите заемат по-малко място, отколкото турбините, като позволяват отказ от турбините за заден ход, освен това те могат да бъдат поставени по-надалеч към кърмата. За това гребните валове се получават и достатъчно къси – едва 14 % от дължината на кораба, което намалява и вибрациите. ЕУ позволява наличието на 17 различни варианта за захранване на електродвигателите от турбогенераторите. Турбоелектрическата установка си има и своите недостатъци – голямо тегло, сложност при строежа и обслужването, необходимост от добра принудителна вентилация, за отвеждането на топлината и влажния въздух, опасност от късо съединение при увеличаване на влажността и наводняване по време на бой.
Машинните отделения са разположени по мидъла, а котелните отделения – встрани от тях. 16 водотръбни котела се намират в 8 котелни отделения – по 4 на всеки борд. Котлите са с нефтено отопление – система „Яроу“ на „Лексингтън“ и „Уайт-Фостерер“ при „Саратога“. Те изработват пара с налягане от 21 атм и при температура 237°С. Четири димохода се свеждат в два комина.
В двете, следващи едно след друго, машинни отделения са разположени четири паротурбинни електрогенератора производство на фирмата „Дженерал Илектрик“. Токът от генераторите, през четири преобразувателя от постоянен ток в променлив постъпва към осем гребни електродвигателя, работещи на четири вала.
Проектната мощност на енергетичната установка съставя 180 000 к.с.

## Коментари
1. ↑  Буквите показват принадлежността към определен класː ВВ – линкор, СС, CL, СА – съответно линеен, лек или тежък крайцер, CV – самолетоносач, DD – разрушител, SS – подводница и т.н.